# Rosenhof (Schönsee)

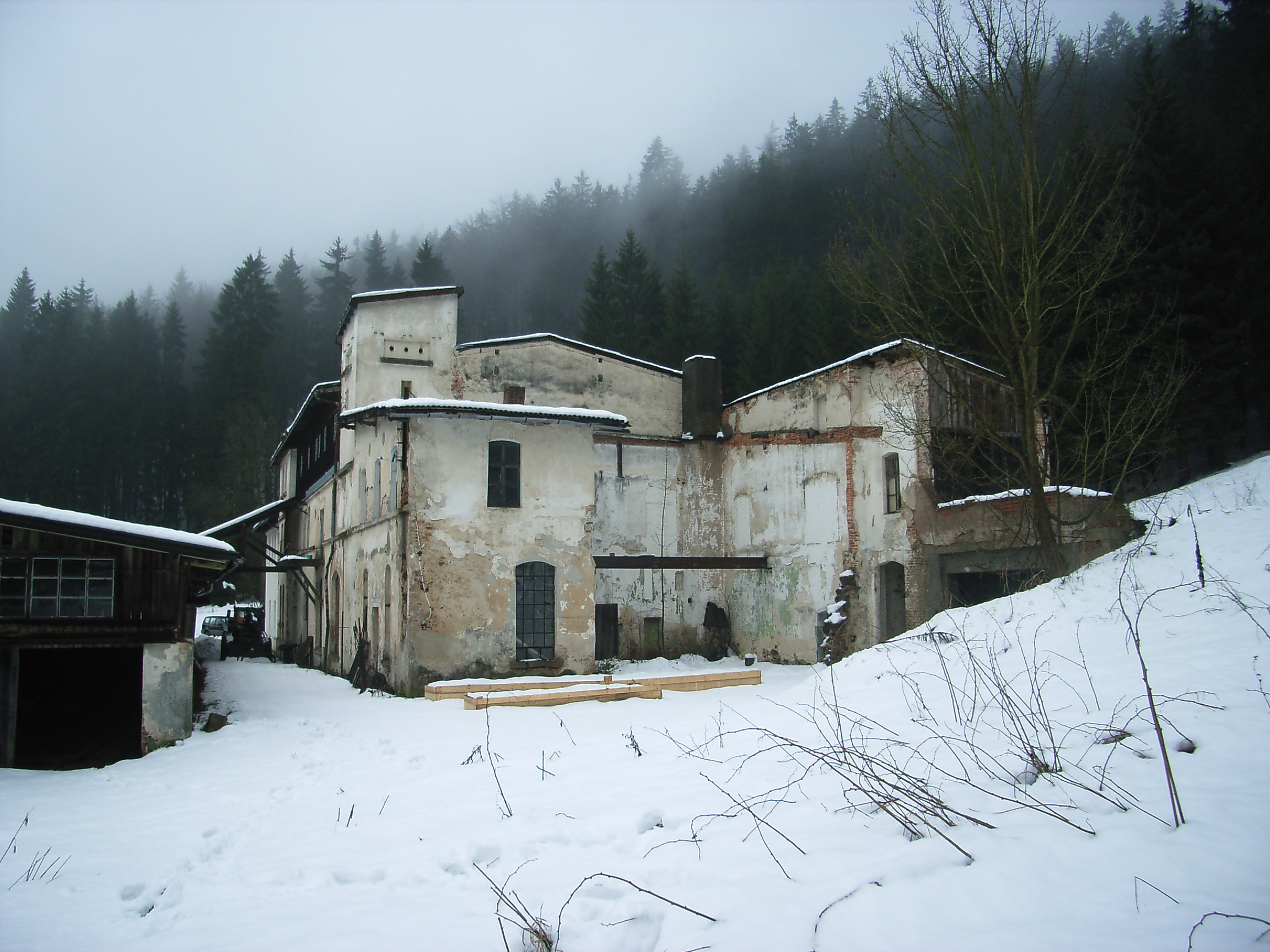
Alte Fabrik (2012)

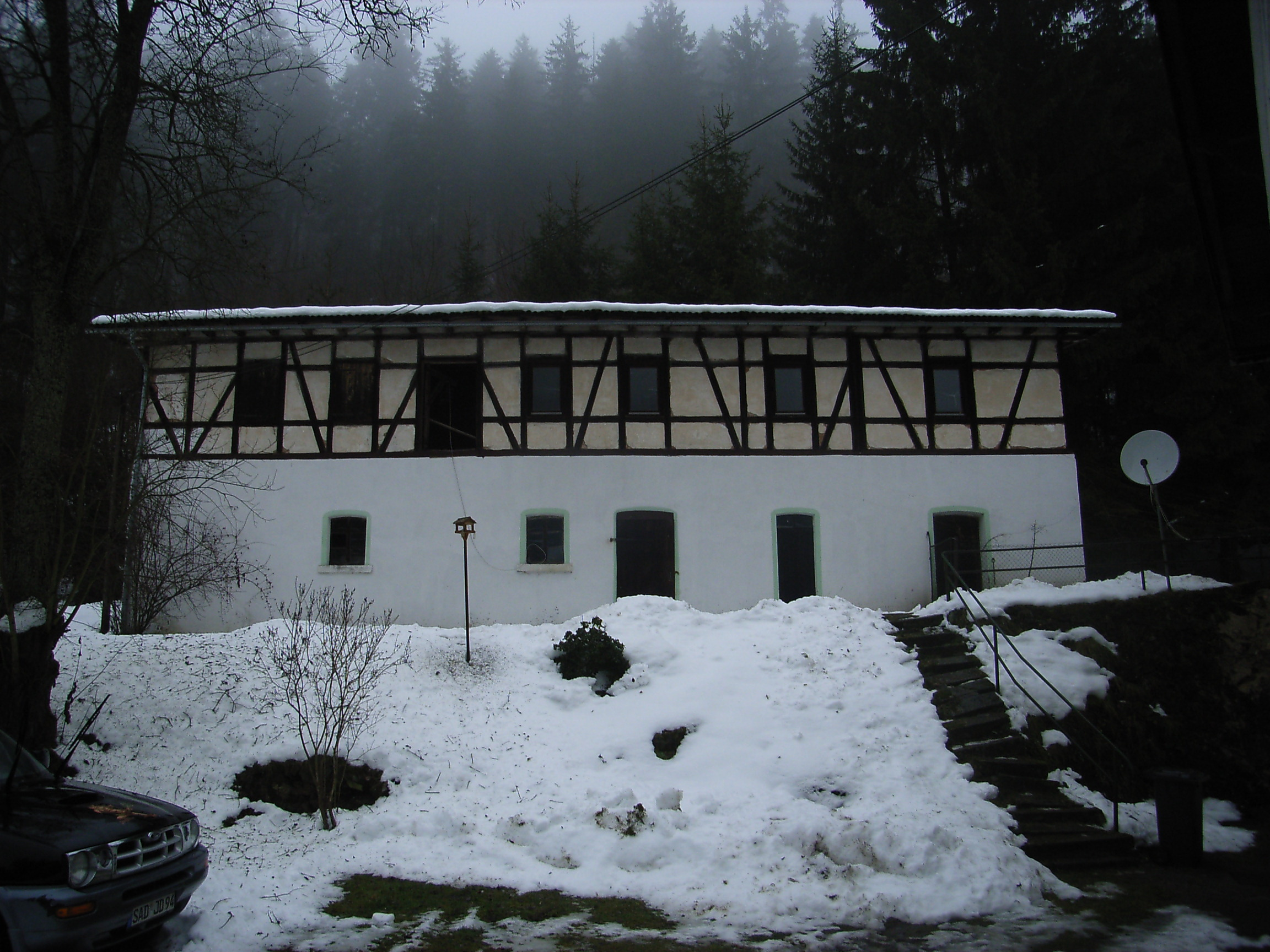
Arbeiterwohnhaus (2012)

Rosenhof ist ein Ortsteil der Stadt Schönsee im Oberpfälzer Landkreis Schwandorf in Bayern.

## Geographische Lage
Die vier Gebäude des Weilers Rosenhof liegen im engen Tal der Ascha, dem Rosenthal, zwischen Schönsee und Gaisthal.

## Geschichte
Das bayerische Urkataster zeigt den Rosenhof in den 1810er Jahren als eine Einöde mit einer Herdstelle, aber vier Wohn- und drei Wirtschaftsgebäuden, was auf einigen Wohlstand schließen lässt. Weiterhin waren ein eigener Brunnen und eine Quelle vorhanden. Das Gehöft lag etwa 250 m nordöstlich des heutigen Gebäudebestandes auf einer Höhe von 670 m ü. NN. Das Matrikel des Bistums Regensburg von 1838 erwähnte für den Hof 12 Seelen. Heute ist er abgegangen und das Gelände dort wieder dicht bewaldet.
Aus der Zeit um 1850 ist überliefert, dass der Oberviechtacher Posthalter Gillitzer bei seinem Waldbesitz am Rosenhof eine Glasschleife errichten wollte. 1897 bestand im Rosenhof eine Holzstoff- und Pappenfabrik mit später 50 Arbeitern, die dem Kommerzienrat Carl Wolf aus Zwickau (Grubenlampenfabrik Friemann & Wolf) gehörte. Um 1930 wurde die Fabrik an einen gewissen Knauß verpachtet, der dort Holzwolle herstellte. Nach Ende des Zweiten Weltkrieges heiratete die Erbin des Kommerzienrates Wolf, Erika Wolf, den früheren französischen Kriegsgefangenen Roger Bitoun. Dieser übernahm die Geschäftsleitung des Sägewerks.
Zwei  historische Gebäude sind als Baudenkmale erhalten. siehe auch: Liste der Baudenkmale in Rosenhof

## Bauwerke
- Rosenhof 1: Nähe Rosenhof. Ehem. Holzwollefabrik Bitoun, Betriebsgebäude letztes Viertel 19. Jh.[6]
- Büro- und Wohnhaus mit flachem Satteldach[6]
- Stall mit Arbeiterwohnungen im Fachwerk-Obergeschoss, letztes Viertel 19. Jh.[6]
- Rosenhof 3: Besitzervilla der ehem. Holzwollefabrik, bez. 1902, im Heimatstil mit Fachwerk (Balustraden jünger); auf Waldhöhe 300 m vom Werk im Aschatal entfernt[7]

## Verkehr
- Eine unbefestigte Gemeindestraße erschließt den Ortsteil von der Staatsstraße St 2159 aus.
- Der ÖPNV bedient Rosental an der Abzweigung von der St 2159 mit einer Bedarfshaltestelle der Buslinie 6273.